# Careful What You Wish For
Albums de Texas
The Greatest Hits (album de Texas)
(2000) Red Book
(2005)
Careful What You Wish For est le sixième album du groupe Texas sorti en 2003.

## Liste des pistes
1. Telephone X
2. Broken
3. Carnival Girl featuring Kardinal Offishall
4. I'll See It Through
5. Where Did You Sleep?
6. And I Dream
7. Careful What You Wish For
8. Big Sleep
9. Under Your Skin
10. Carousel Dub (featuring Suncycle)
11. Place in My World (featuring Dolomite)
12. Another Day

## Musiciens
- Sharleen Spiteri : guitare, chant, piano, claviers
- Ally McErlaine : guitare
- Johnny McElhone : guitare, basse, piano, claviers, programmation
- Tony McGovern : guitare, chant, programmation
- Eddie Campbell : piano, claviers, programmation
- Neil Payne : batterie

Musiciens additionnels
- Guy Chambers : guitare, piano
- Ian Broudie : guitare (sur Broken)
- Trevor Horn : basse (sur Telephone X)
- Earl Harvin : batterie (sur Telephone X)
- Giorgia Boyd, Cheryl Crockett, Laura Ghiro, Alison Lawrance, Greg Lawson, Cathy Marwood, David Pellier, Liza Webb : cordes (sur I'll See It Throught)
- Ceri Evans : claviers, programmation (sur Place in My World)

## Classements hebdomadaires
| Classement (2003)             | Meilleure place |
| ----------------------------- | --------------- |
| Allemagne (Media Control AG)  | 25              |
| Autriche (Ö3 Austria Top 40)  | 46              |
| Belgique (Flandre Ultratop)   | 10              |
| Belgique (Wallonie Ultratop)  | 7               |
| Danemark (Tracklisten)        | 23              |
| Écosse (OCC)                  | 4               |
| France (SNEP)                 | 5               |
| Irlande (IRMA)                | 35              |
| Norvège (VG-lista)            | 35              |
| Pays-Bas (Mega Album Top 100) | 88              |
| Royaume-Uni (UK Albums Chart) | 5               |
| Suède (Sverigetopplistan)     | 28              |
| Suisse (Schweizer Hitparade)  | 6               |

## Certifications
| Pays              | Certification |
| ----------------- | ------------- |
| Royaume-Uni (BPI) | Or            |
| Suisse (IFPI)     | Or            |